# جائحة فيروس كورونا في كاراغا 2020
أُكد وصول جائحة فيروس كورونا 2019–20 إلى منطقة كاراغا في الفلبين يوم 6 نيسان 2020، عندما تم تأكيد أول حالة مرض التاجى 2019 (مرض فيروس كورونا 2019) التي تنطوي على سكان بوتوان . وكانت المنطقة هي الأخيرة من أصل 17 منطقة في الفلبين تؤكد حالتها الأولى. جميع المحافظات باستثناء جزر Dinagat و Agusan del Sur لديها حالة مرض فيروس كورونا 2019 مؤكدة واحدة على الأقل.

## خلفية
في 12 يناير 2020، أكدت منظمة الصحة العالمية عن ظهور فيروس كورونا المستجد كسبب للمرض التنفسي الذي أصاب مجموعة من الأشخاص في مدينة ووهان، مقاطعة خوبي، الصين، إذ أُبلغ عنهم إلى منظمة الصحة العالمية في 31 ديسمبر 2019. كانت نسبة الوفيات بين الحالات المُشخصة بكوفيد-19 أقل بكثير من جائحة فيروس سارس في عام 2003، لكن انتقال العدوى كان أكبر، والوفيات أيضًا.

## الجدول الزمني
تم الإعلان عن أول حالة مؤكدة لـ COVID-19 في منطقة كاراغا في 6 أبريل ، وهي حالة لرجل يبلغ من العمر 68 عامًا من بوتوان تم إدخاله في مستشفى كاراغا الإقليمي في مدينة سوريجاو . كان لدى المريض تاريخ سفر إلى مانيلا ، ووصل إلى بوتوان في 12 آذار ، وأصاب بأعراض أثناء وجوده في الحجر الصحي. تم وضع المنطقة بأكملها تحت الحجر الصحي المجتمعي المحسن في نفس اليوم. كانت المنطقة هي المنطقة الأخيرة في الفلبين التي تؤكد أول حالة لـ COVID-19.
تم تسجيل الحالة الأولى في سوريجاو ديل نورتي رسميًا في 15 أيار، والتي شملت عاملة صحية تبلغ من العمر 37 عامًا تعمل في مستشفى كاراجا الإقليمي.
أكد اغوسان ديل نورت حالته الأولى في 24 أيار . كانت الحالة هي حالة مريض وصل إلى المنطقة من مترو مانيلا في 29 شباط . كان المريض بدون أعراض في وقت التأكيد وخضع لاختبار سريع قائم على الأجسام المضادة في 19 أيار أجرته الحكومة المحلية.
تم تسجيل الحالات الثلاث الأولى في سوريجاو ديل سور في 19 حزيران ، حالتان في بيسليج وواحدة في لينجيغ . تم تأكيد انتقال المجتمع أيضًا في بوتوان في نفس اليوم بعد أن علم أن ثلاثة أشخاص ثبتت إصابتهم بـ COVID-19 ليس لديهم تاريخ سفر إلى مكان مع انتقال مجتمع مؤكد أو اتصال بشخص مصاب.